# Mount Elgon
Der Mount Elgon ist ein erloschener Vulkan an der Grenze von Uganda im Westen und Kenia im Osten. Sein Krater hat einen Durchmesser von etwa 12 Kilometern. Er wurde nach der Volksgruppe der Elgonyi (auch Kony) benannt, die bis in das 20. Jahrhundert an der Südseite des Berges lebten, nach anderer Quelle von der nachfolgenden Bezeichnung durch die Massai. Bei den Massai in Kenia heißt er Ol Doinyo Ilgoon, bei den Bagisu auf der ugandischen Seite Masaba oder Masawa.

## Etymologie
Der Name Mount Elgon leitet sich von der Bezeichnung Ol Doinyo Ilgoon oder Elgonyi durch die Massai ab, was übersetzt Brustberg bedeutet.

## Lage

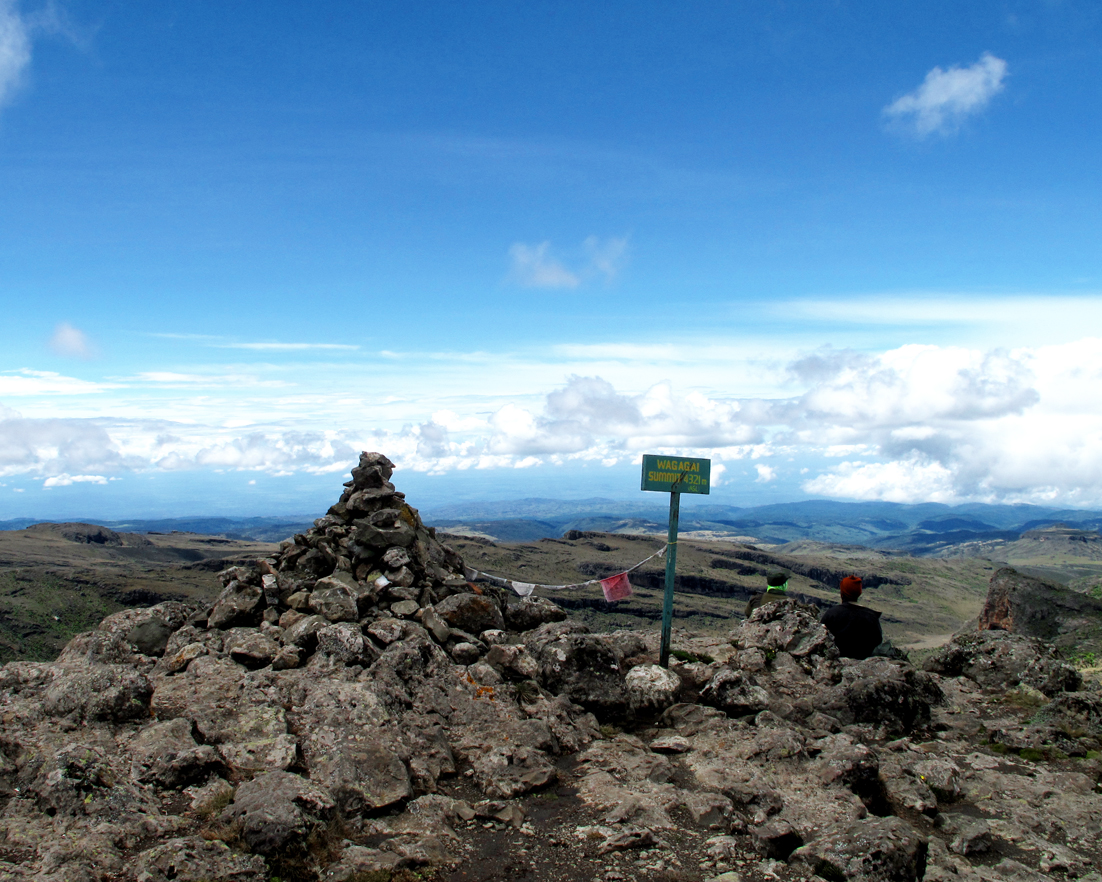
Der Gipfel des Wagagai, des höchsten Gipfels des Mount Elgon, Uganda, 2010

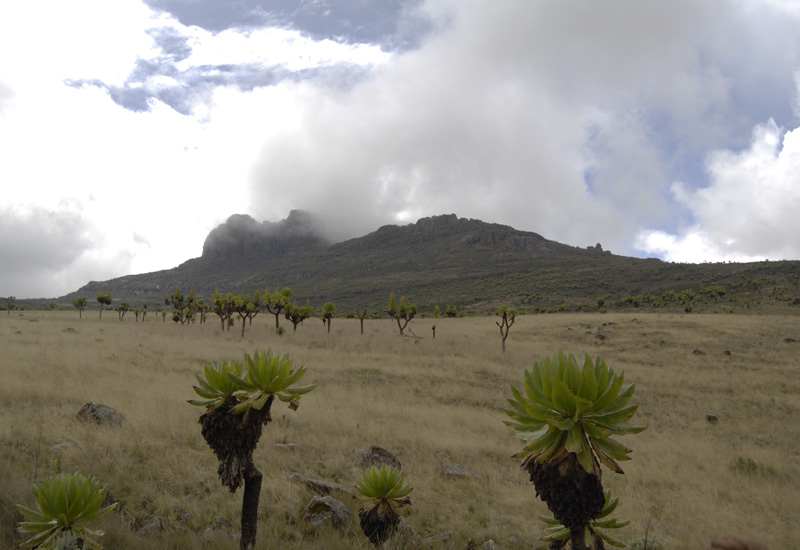
Koitobos-Gipfel in Kenia

Der Mount Elgon gehört zu den höchsten Bergmassiven Ostafrikas. Er liegt 100 km nordöstlich des Victoriasees. Trotz seiner Höhe beträgt die Hangneigung im Durchschnitt nur etwa 4 Grad. Das Berggebiet hat eine Ausdehnung von 80 km von Norden nach Süden und 50 km in Ost-West-Richtung. Die internationale Grenze verläuft entlang des Flusses Suam, der nach Nordosten abfließt, und des Lwakaka, der nach Süden fließt und bis nahe Tororo die Grenze bildet.
Seine fünf Hauptgipfel sind
- Wagagai (4321 m), in Uganda
- Sudek (4302 m), in Kenia
- Koitobos (4222 m), in Kenia
- Mubiyi (4211 m)
- Masaba (4161 m)[2]

## Geologie
Er ist der älteste der zum Großen Afrikanischen Grabenbruch gehörenden Vulkane. Der Mount Elgon entstand im Miozän, sein letzter größerer Ausbruch geschah vor etwa 12 Millionen Jahren. Seit 3 Millionen Jahren ist er nicht mehr ausgebrochen. Damals trat hauptsächlich flüssige Lava aus, die für die heutige, flach ansteigende Form des Schildvulkans verantwortlich ist. Moränen am Gipfel, die bis auf 3500 Meter Höhe herabreichen, und kleine Kraterseen weisen darauf hin, dass der Berg im Pleistozän (vor 1,5 Millionen Jahren) von Gletschern bedeckt war. Vor rund 24 Millionen Jahren brach der Vulkan zum ersten Mal aus. Das Gestein besteht hauptsächlich aus Phonolith.
Der Mount Elgon war einst der höchste Berg Afrikas und übertraf den Kilimandscharo mit seinen 5895 m bei weitem. Jahrtausendelange Erosion hat seine Höhe auf 4321 m reduziert und ihn auf den vierthöchsten Gipfel Ostafrikas und den achthöchsten des afrikanischen Kontinents zurückgestuft.
Mit 4000 km² hat der Mount Elgon die größte vulkanische Basis der Welt. Er ist der älteste und größte alleinstehende Vulkanberg Ostafrikas. Seine gewaltige Form mit einem Durchmesser von 80 km erhebt sich mehr als 3000 m über die umliegenden Ebenen.

## Geographie

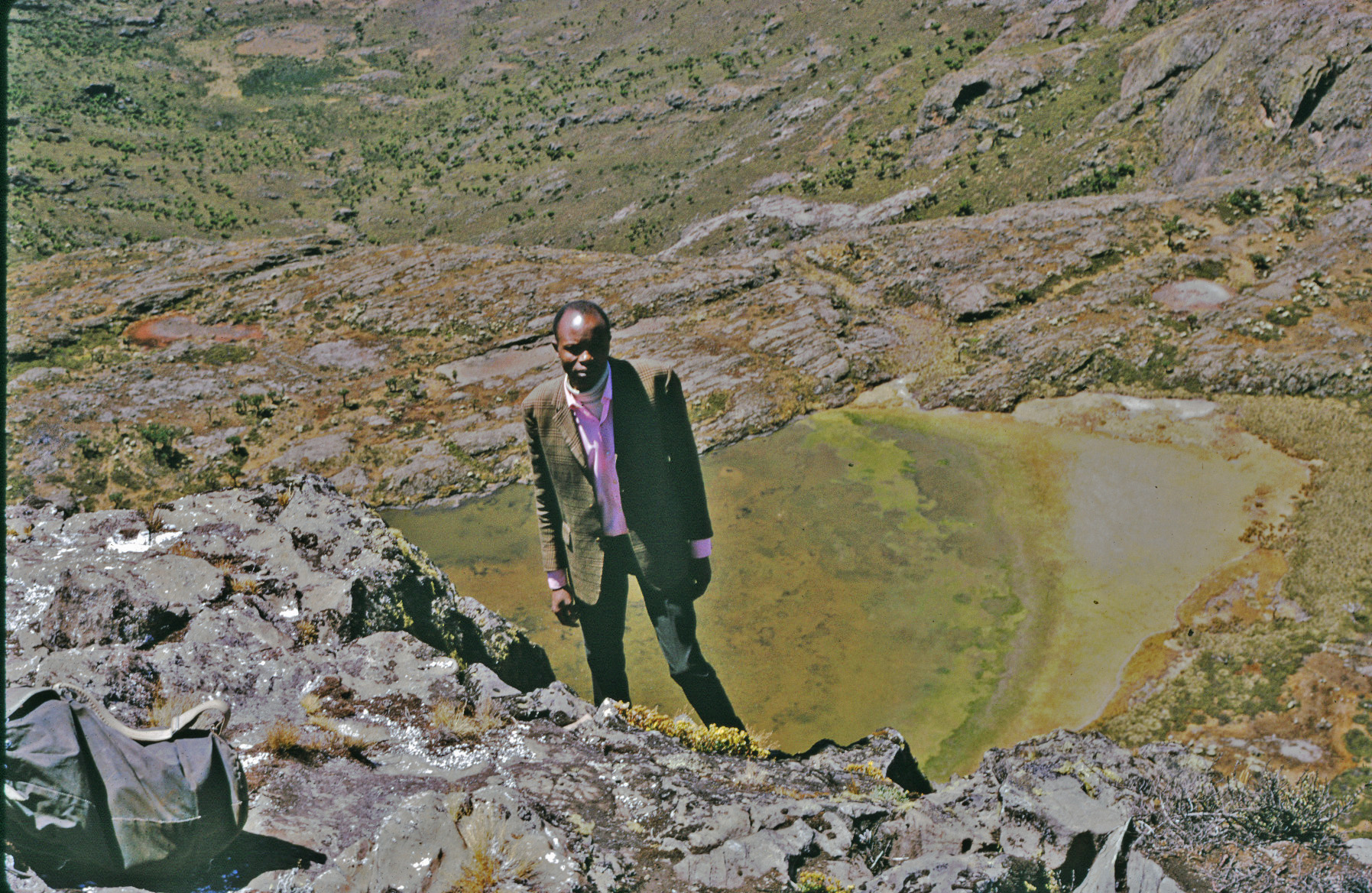
Sacred Lake, gleich außerhalb des Kraterrandes und unterhalb von Sudek, 1973

Außer den beiden Grenzflüssen entspringen am Mount Elgon einige weitere Flüsse, darunter an der Ostseite der Nzoia, der in den Viktoriasee mündet. Der Suam entspringt innerhalb des Kraters und strömt durch eine etwa 3500 Meter hoch gelegene, begehbare Schlucht in der Caldera. Am unteren Talausgang liegen heiße Quellen. Diese und eine weitere Schlucht auf ugandischer Seite wurden durch das abfließende Schmelzwasser der Gletscher in dem weichen vulkanischen Gestein gebildet. Der Schutzstatus für das Gebiet wird bereits durch seine wichtige Funktion als Wassereinzugsgebiet für den Turkana-See und den Kyoga-See gerechtfertigt.
Im Osten und Südosten geht das Relief auf einer Höhe von 1890 m allmählich in das kenianische Uasin-Gishu-Plateau über, doch im Westen und Nordwesten dominieren spektakuläre Klippen die 1100 m hohen Ebenen des östlichen Uganda.
Am Berg kann es besonders in höheren Regionen ganzjährig regnen, die meisten Niederschläge fallen zwischen April und Oktober. Im Norden und Osten werden 1500 Millimeter Jahresniederschlag, im Süden und Westen 2000 Millimeter gemessen. Die Böden innerhalb der Caldera und an den höher gelegenen Bergflanken bestehen überwiegend aus einer dünnen Schicht mit dunklem dauerfeuchtem Lehm, erst in tieferen Regionen finden sich humushaltige rotbraune Lehmböden, die für einen relativ intensiven landwirtschaftlichen Anbau geeignet sind.

## Schutzgebiete
Der sich über beide Länder erstreckende Mount-Elgon-Nationalpark ist von der ugandischen und der kenianischen Seite erreichbar, allerdings relativ kompliziert. Der Park hat in etwa eine Gesamtfläche von 1.279 km², die sich auf Kenia (etwa 169 km²) und Uganda (etwa 1.110 km²) erstrecken. Gegründet wurde der Mount-Elgon-Nationalpark zunächst 1968 in Kenia und danach 1992 in Uganda.
Auf kenianischer Seite gibt es ein Bergwaldreservat (73.705 Hektar), das vom Kenya Forest Service (KFS) verwaltet wird, einen Nationalpark (16.916 ha), der vom Kenya Wildlife Service (KWS) verwaltet wird, und ein Naturreservat (17.200 ha), das von der Bezirksregierung Bungoma verwaltet wird.
Auf ugandischer Seite wurde 1983 das Mount Elgon Biosphere Reserve eingerichtet, das 215,147 ha umfasst.
Die UNESCO erklärte den Mount Elgon im Jahr 2003 zum Biosphärenreservat.

## Sipi-Wasserfälle

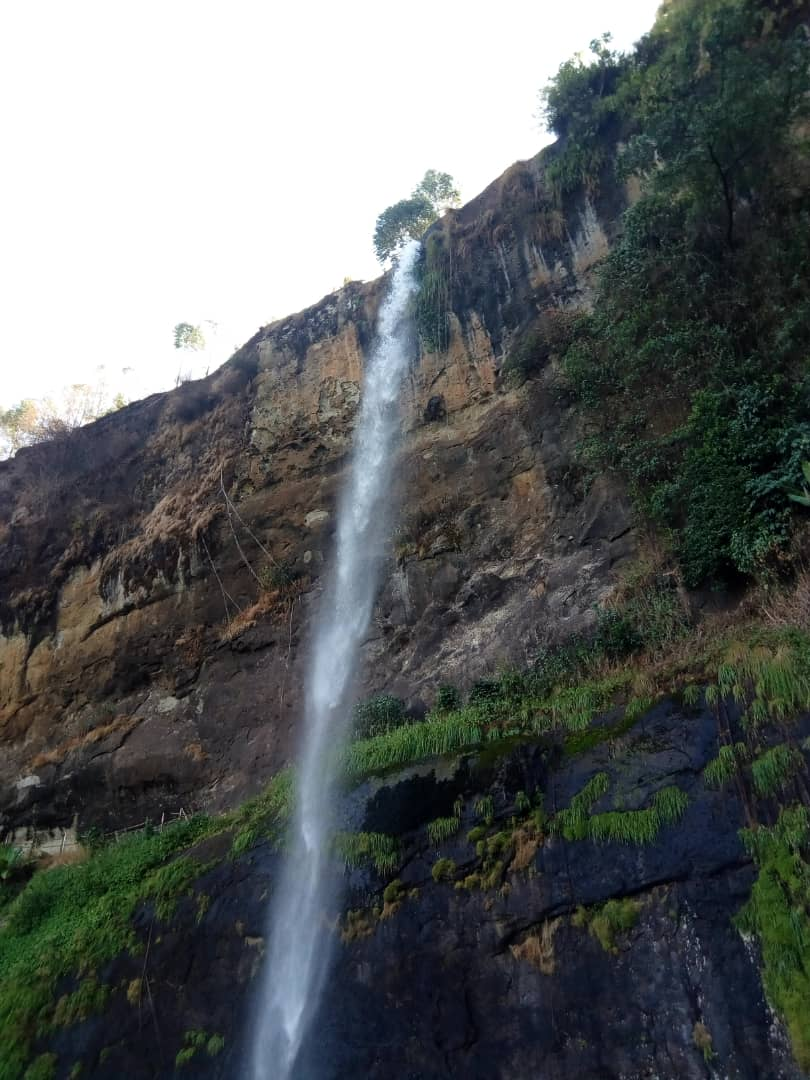
Einer der Sipi-Wasserfälle, 2019

Fünf spektakuläre Wasserfälle, die zwischen 70 und 200 Meter hoch sind, ergießen sich nahe Budadiri von den Klippen, bekannt als Sipi-Wasserfälle.

## Flora

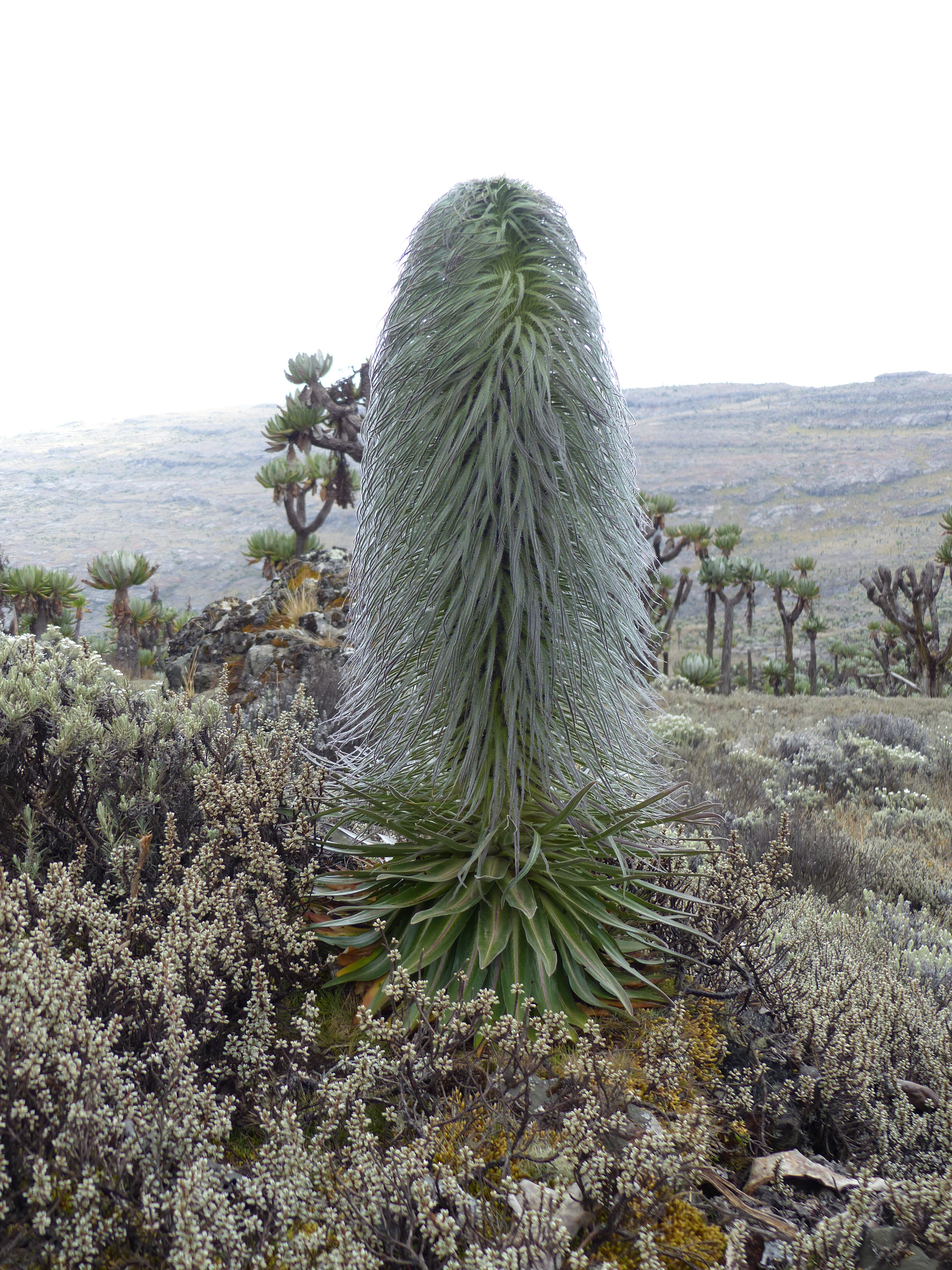
Lobelia elgonensis (Synonym: Lobelia gregoriana ssp. elgonensis), 2015

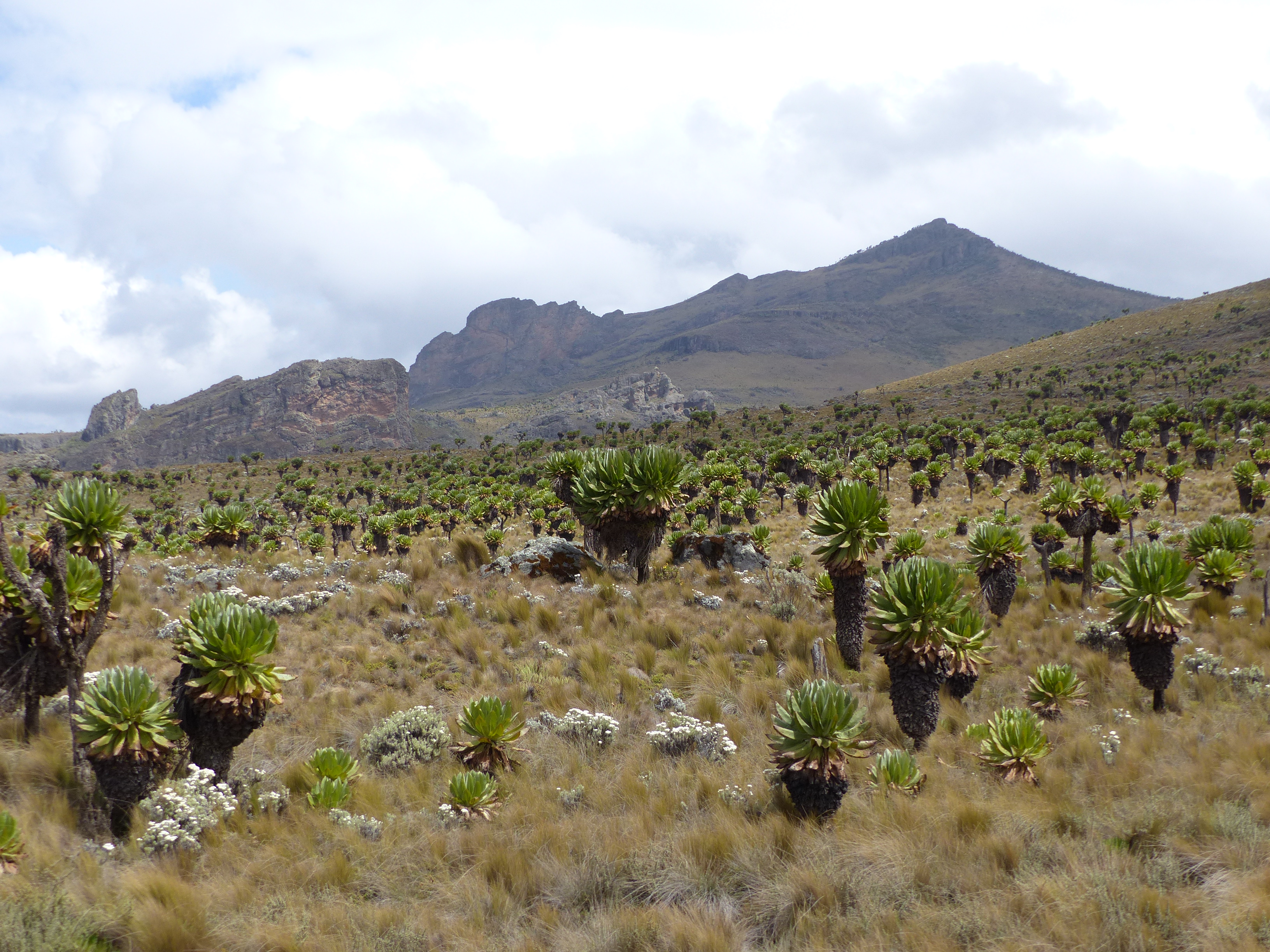
Dendrosenecio elgonensis, 2015

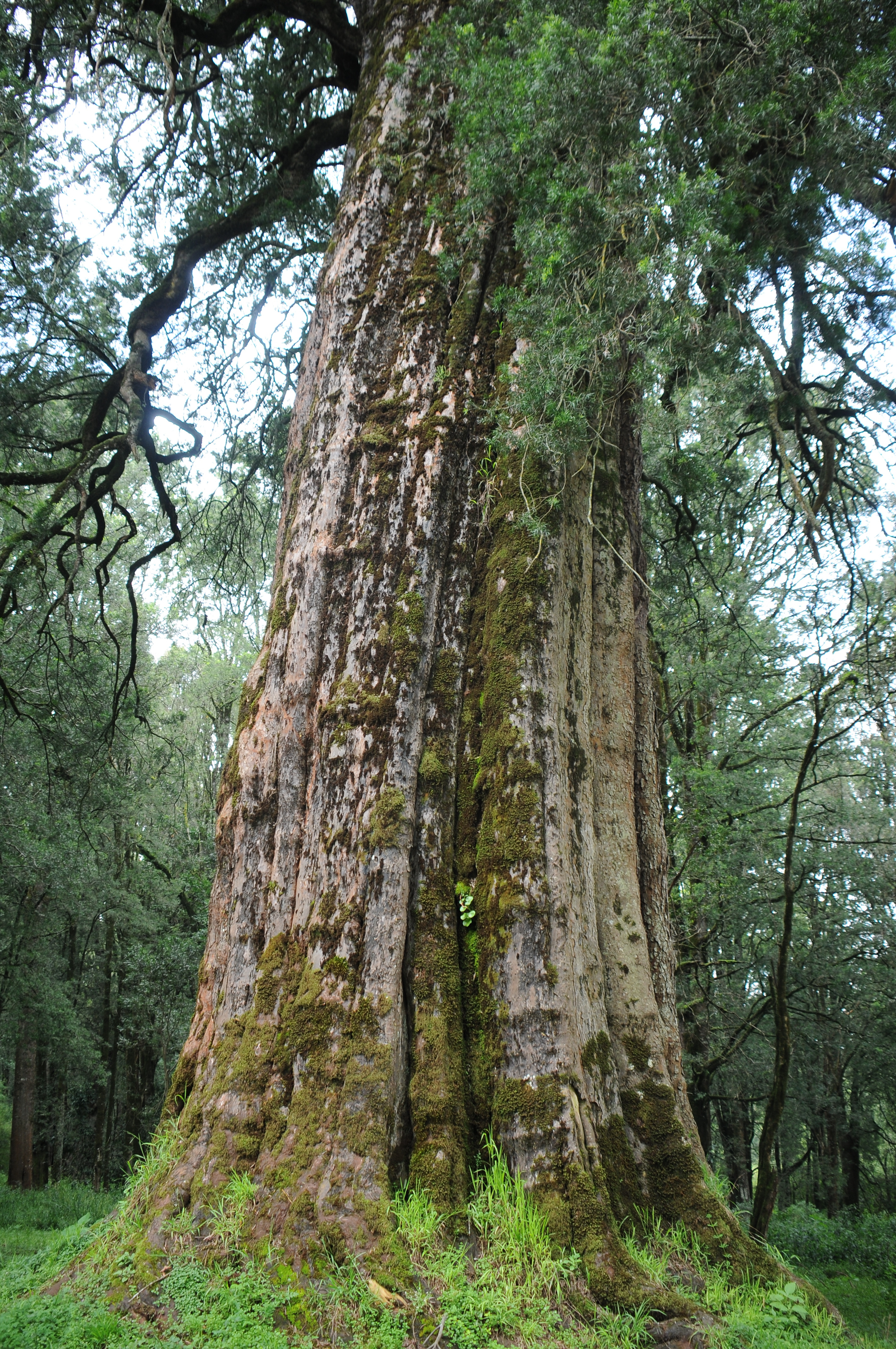
Breitblättrige Steineibe (Podocarpus latifolius) im Mount Elgon National Park in Kenia, die auf ein Alter von 350 bis 500 Jahren geschätzt wird und nach Häuptling Kasis benannt ist, 2020

Insgesamt ist das Gebiet sehr reich an Tier- und Pflanzenarten. Artenreicher Tieflandregenwald ist jedoch nicht mehr vorhanden. Bis in 2500 Meter Höhe gedeiht ein gemischter Bergwald, in dem im etwas trockeneren Norden Steineiben wie die Breitblättrige Steineibe (Podocarpus latifolius), Wacholder und Ekebergia (ein Mahagonigewächs) und im Süden Prunus africana und Olea welwitschii (Gattung Ölbäume) vorherrschen. Zwischen 2400 und 3000 Meter folgen lichte Bambuswälder, die aber keinen geschlossenen Gürtel bilden. An den Nordhängen haben Rinderweiden zu einem offenen Grasland geführt.
Oberhalb von 3500 Meter beginnt die Grasvegetation mit Heidekrautgewächsen der afrikanischen Hochmoorzone. Außerhalb der Caldera sind vereinzelt Strohblumen und Lobelien zu sehen, Lobelia elgonensis ist hierbei ein Lokalendemit, eine Pflanzenart, die nur auf dem Mount Elgon vorkommt. Sie wird mitunter als Unterart eingestuft, als Lobelia gregoriana ssp. elgonensis. Innerhalb der Caldera wächst ein niedriger, ausladender, Alchemilla elgonensis genannter Zwergstrauch mit holzigen Zweigen, der 15 bis 120 cm hoch wird und als ostafrikanischer Endemit nur von zwei Standorten bekannt ist. und es fallen die Bestände an Dendrosenecio elgonensis (Synonyme: Senecio elgonensis, Dendrosenecio elgonensis subsp. elgonensis) ins Auge, eine Greiskrautart, die bis 7 m Höhe und einen Stängeldurchmesser von bis zu 30 cm erreichen kann, auch diese Pflanzenart ist ein Lokelendemit des Mount Elgon.
Die Mehrzahl der Pflanzenarten in der Waldzone oberhalb von 2000 m ist in der afromontanen Region zu finden und eine Reihe von Arten in dieser Zone sind auf dem Mount Elgon endemisch.

### Projekte gegen die Bodendegradation am Mount Elgon

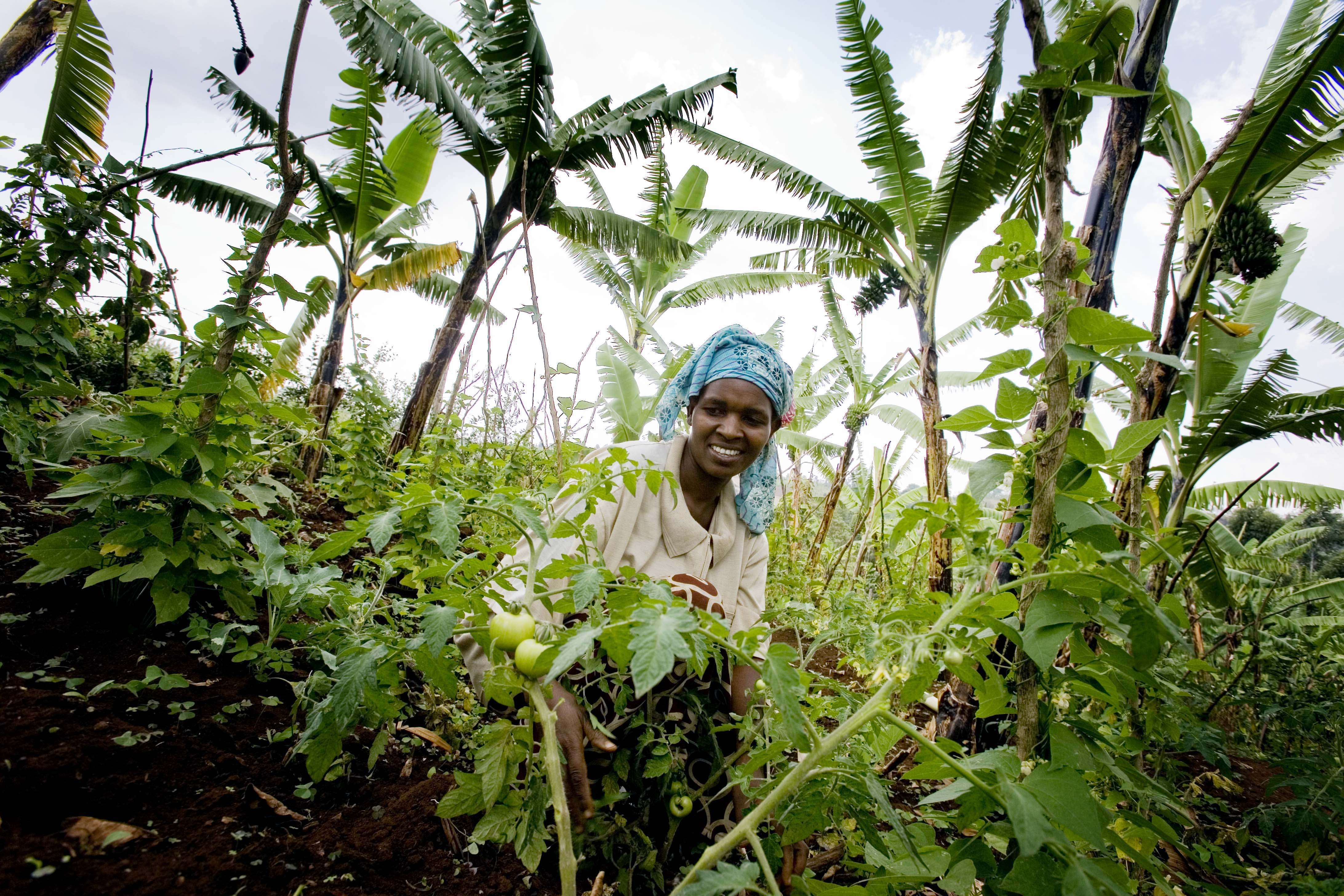
Olive Sabila Chemutai pflegt ihre Tomaten auf ihrem Hof im Dorf Kapseror im Einsatz gegen Bodendegradation, Kapchorwa, Uganda, im Jahr 2008.

Das Ökosystem am Mount Elgon steht unter starkem Druck menschlicher Nutzung, was zu einer Verschlechterung und Erschöpfung der Ressourcen führt. Gegen die seit den 1970er und 1980er Jahren verstärkt zu beobachtende, anthropogen bewirkte Bodendegradation wurde 1996 ein Projekt zum Schutz des Waldreservates gestartet. Auf ugandischer Seite haben die ugandische Regierung und die lokalen Gemeinschaften in Zusammenarbeit mit der Norwegian Agency for Development Cooperation (NORAD) und der International Union for Conservation of Nature (IUCN) ab Beginn der 90er-Jahre das Mount Elgon Conservation and Development Project (MECDP) durchgeführt, das darauf abzielt, die Bedrohungen auf der ugandischen Seite des Ökosystems zu bekämpfen. Ebenso hat die kenianische Regierung in Zusammenarbeit mit der Königlichen Niederländischen Regierung (RNG) und der IUCN ab Ende der 90er-Jahre das Mount Elgon Integrated Conservation and Development Project (MEICDP) durchgeführt, das zum Ziel hat, die nachhaltige Bewirtschaftung des Ökosystems auf der kenianischen Seite des Berges zu verbessern.

## Fauna

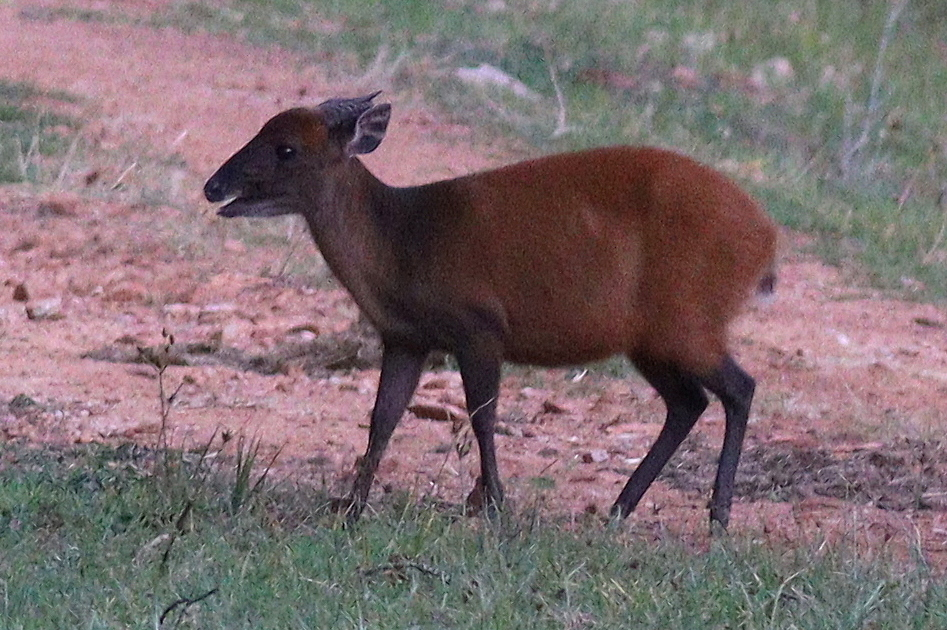
Ein Johnston-Ducker im Mount-Elgon-Nationalpark. Die Art sieht dem Weyns-Ducker sehr ähnlich, bleibt aber kleiner und hat einen deutlich kleineren Kopf.

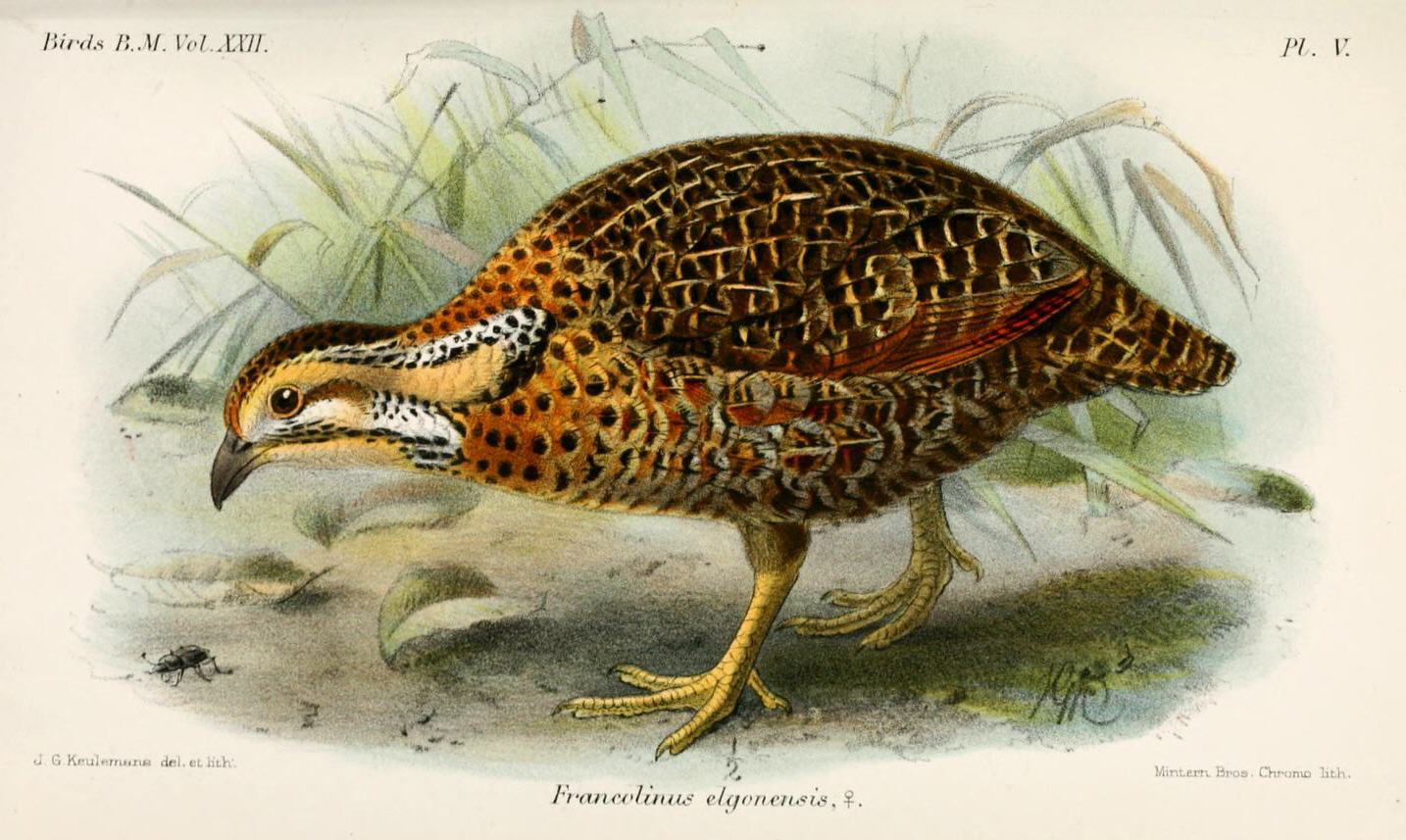
Elgon-Frankolin (Scleroptila psilolaema elgonensis), 1893

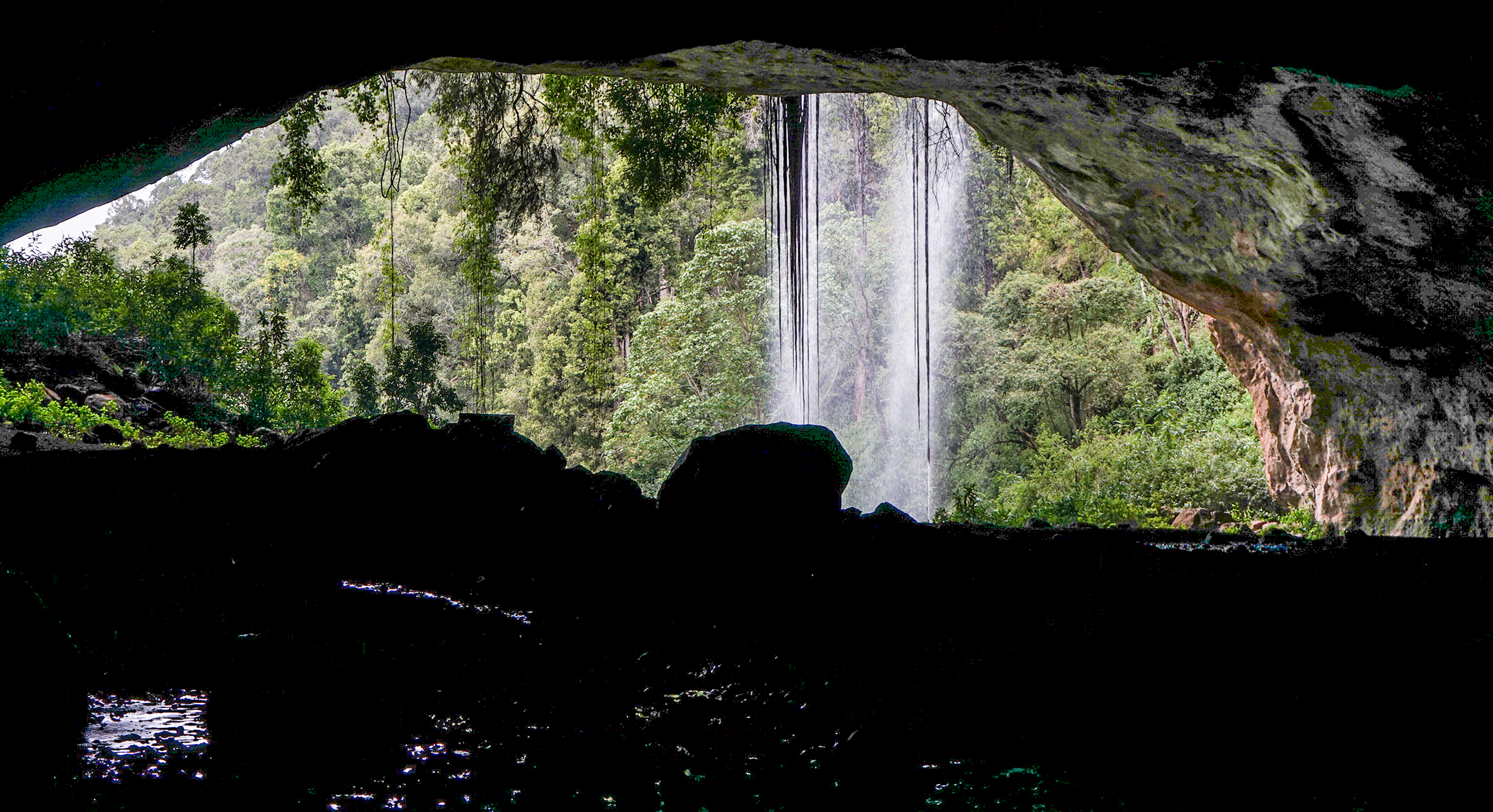
Die Kitum Cave ist vor allem wegen der Afrikanischen Elefanten bekannt, die diese Höhle zur Salzaufnahme besuchen

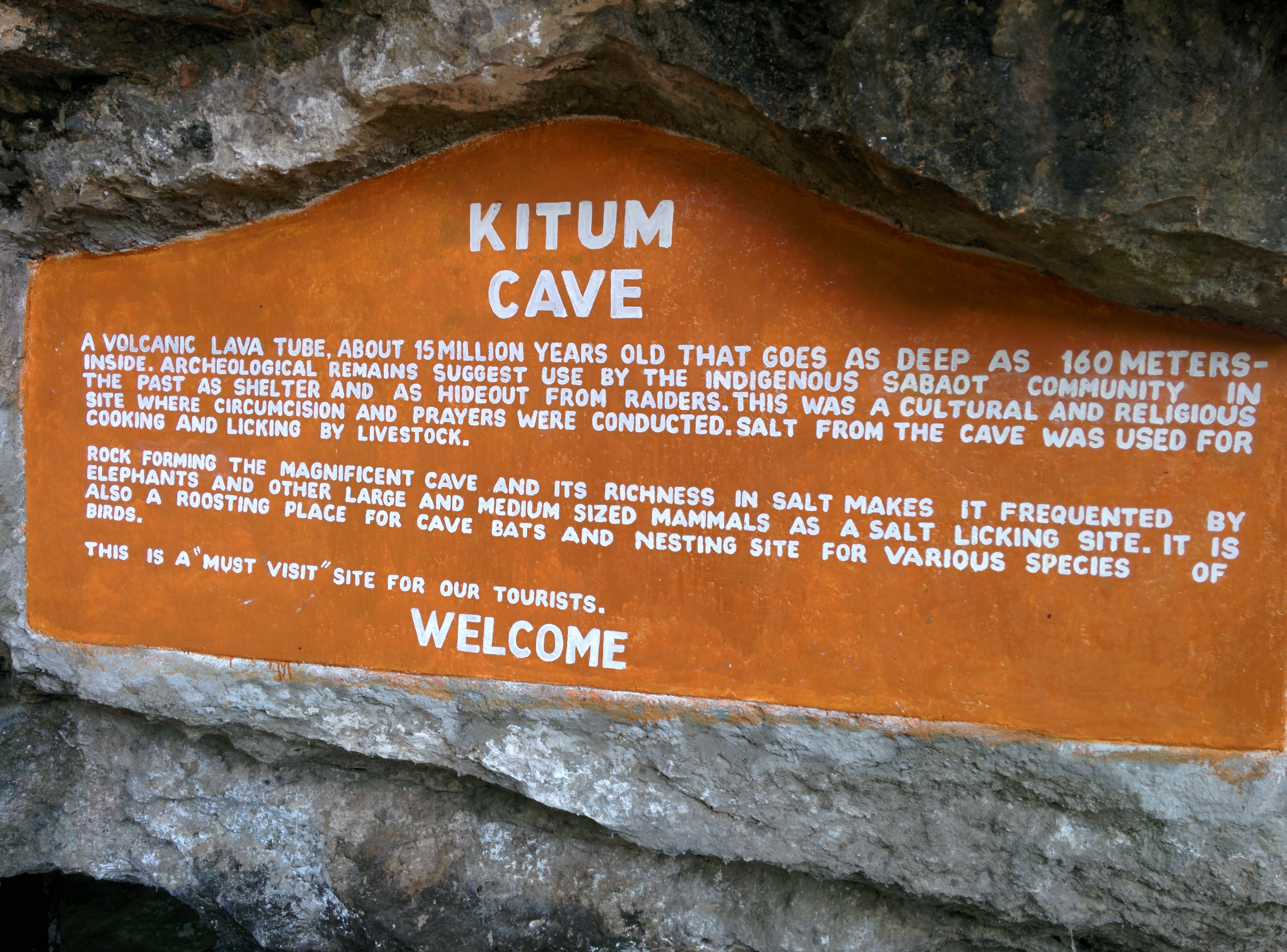
Beschreibendes Schild bei der Kitum Cave, einer vulkanischen Lavaröhre mit 160 m Länge. Sie wurde vermutlich von den Sabaot als Schutz, Versteck und für rituelle Zwecke benutzt. Sie wird auch von Elefanten und Fledermäusen genutzt.

Seit der starken Zunahme der menschlichen Bevölkerung am Mount Elgon in den 1980er Jahren sind große Tiere immer seltener geworden. Obwohl die meisten Afrikanischen Elefanten (Loxodonta africana) und Afrikanischen Büffel (Syncerus caffer) in dieser Zeit auf der ugandischen Seite des Berges ausgerottet wurden, sind Afrikanische Büffel in den letzten Jahren regelmäßig gesichtet worden, und Elefanten wurden nahe der Grenze zu Kenia gesichtet. Auch der Leopard (Panthera pardus), eine bedrohte Art, wurde gesichtet, ebenso wie der Buschbock Tragelaphus scriptus und die Rotschwanzmeerkatze (Cercopithecus ascanius beziehungsweise Cercopithecus ascanius atrinasus), die lokal als ausgestorben galt. Die am häufigsten gesichteten Säugetierarten auf dem Berg sind die Mantelaffen (Colobus guereza) und Diademmeerkatzen (Cercopithecus mitis elgonis), Klippschliefer (Heterohyraz brucei), Antilopen und Ducker wie der Kronenducker (Sylvicapra grimmia). Es gibt eine Reliktpopulation der Afrikanische Striemen-Grasmausart Rhabdomys pumilio, die in Ostafrika nur vom Mount Elgon bekannt ist.
Bekannt wurden die Afrikanischen Elefanten, die zum Salzlecken in die Kitum-Höhle auf der kenianischen Seite des Mount Elgon kommen. Nähere Untersuchungen zeigten, dass sich dieses Verhalten auf mindestens 18 und höchstwahrscheinlich sehr viel mehr Höhlen erstreckt. Diese Höhlen suchenden Elefanten waren in der Vergangenheit auf der ugandischen und kenianischen Seite über den gesamten Berg verteilt. In den 1970er-Jahren wurde die Population auf der ugandischen Seite jedoch ausgerottet. Heute ist die gesamte ugandische Seite des Berges – obwohl Nationalpark – ohne dauerhafte Elefantenpopulation, während es auf der kenianischen Seite nur einen kleinen Nationalpark und eine Elefantenpopulation gibt, die unter erheblichem Druck steht, unter anderem, weil sich ihr Verbreitungsgebiet über das Schutzgebiet des Nationalparks hinaus erstreckt. Die Bedrohung der Elefanten geht zum Teil von der Wilderei aus, aber auch von Konflikten zwischen Menschen und Elefanten. So kam es bei einem Projekt, bei dem junge Baumsetzlinge gepflanzt wurden, zu Todesfällen bei Menschen und bei Elefanten. Im Jahr 2017 wurde das Mount Elgon Elephant Project (MEEP) ins Leben gerufen, um das Überleben der nur noch etwa 350 Elefanten am Mount Elgon zu sichern.
In Höhlen leben am Mount Elgon eine Vielzahl von Flughunden, dabei vor allem der Nilflughund und auch andere Fledermäuse.
Der Mount Elgon-Waldgecko (Ancylodactylus elgonensis, Synonym: Cnemaspis elgonensis) kommt unter anderem am Mount Elgon vor. Der Holotypus dieser Art stammt von einem Gebiet oberhalb Sipi in 6500 Fuß Höhe.
Am Mount Elgon leben nach Scott 144 Vogelarten, eine andere Publikation nennt 300 Vogelarten. Die Vogelwelt des Mount Elgon ist jedenfalls vielfältig und umfasst eine Reihe seltener und bedrohter Vogelarten, die auf den Mount Elgon und einige andere ostafrikanische Berge beschränkt sind. Es gibt eine endemische Unterart des Steinrötel Pogonocichla stellata.
Als Lokalendemit wurde die Mount-Elgon-Wühlspitzmaus (Surdisorex schlitteri) bekannt. Ein lebendes Exemplar wurde in einer mit Heidekrautgewächsen bewachsenen Zone in einer Höhe von 3150 Metern auf der Ostseite des Mount Elgon gefangen.
Insgesamt hat die International Union for Conservation of Nature (IUCN) 37 Tierarten in diesem Gebiet als „weltweit bedroht“ eingestuft (22 Säugetier-, 2 Insekten- und 13 Vogelarten, von denen neun Arten endemisch sind), was das Gebiet zu einer Priorität für den Artenschutz macht. Die Schmetterlingsarten Metisella trisignatus und Imbrasia balayneshae sind in Uganda nur aus diesem Wald bekannt.

## Geschichte
Rudolf Kmunke (1866–1918) und Robert Stigler (1878–1975) bestiegen am 14. Dezember 1911 den Wagagai und den Koitobos, den sie Kaiser-Franz-Joseph-Spitze nannten. Zu dieser Expedition gehörten vier Europäer und 200 bis 250 afrikanische Träger und Helfer. Der Sudek-Gipfel war bereits 1890 von Fredrick Jackson und Ernest Gedge bestiegen worden. Sie durchquerten die Caldera von Norden nach Süden und waren mit 400 Bediensteten unterwegs. Der Schotte Joseph Thomson erkundete 1883 den Südhang des Berges. 1896 wurde das Bergmassiv vom britischen Kolonialverwalter Charles William Hobley (1867–1947) erstmals umrundet.

## Bevölkerung

### Kenianische Seite
Das Mount-Elgon-Gebiet ist wegen seiner hohen Niederschläge und fruchtbaren Böden seit Jahrhunderten ein bevorzugtes Siedlungsgebiet. Seit dem 16. Jahrhundert siedelten verschiedene Kalendjin-Gruppen teilweise in Höhlen auf dem Berg; in den folgenden Jahrhunderten breiteten sie sich von den höheren in tiefer gelegene Gebiete aus.

### Nandi, Okiek und Sabaot
Zu den eher schlanken und hoch gewachsenen nilotischsprachigen Volksgruppen der Region gehören die Nandi, die Ogiek und Sabaot. Die Sabiny bilden zusammen mit einer Reihe kleinerer Ethnien, die an den östlichen Hängen des Mount Elgon leben, die Sabaot, ein Volk, das den gemeinsamen Gruß „supai“ verwendet. Zu den Sabaot gehören außer den Sabiny die Bok, die Kony, auch Elgonyi genannt (die dem Mount Elgon seinen Namen gaben), und die Bongom. Die meisten Kalendjin wechselten im Verlauf des 20. Jahrhunderts wegen des knapper werdenden Landes von Viehwirtschaft (Rinderzucht) zu Ackerbau; an erster Stelle stehen der Anbau von Mais und Gemüse.

### Luhya

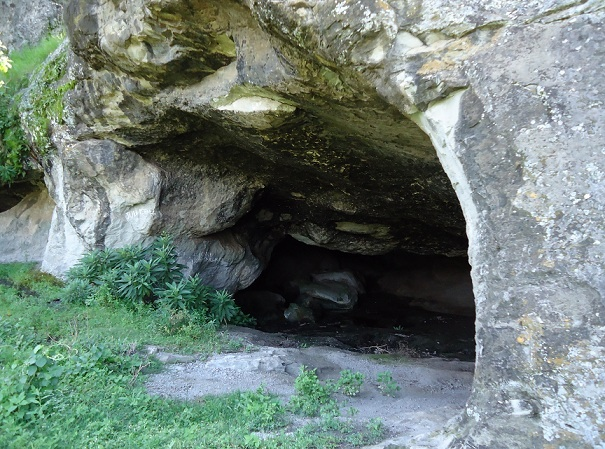
Ein Höhlenschrein auf dem Mount Elgon, der von gläubigen Luhya der traditionellen Religion Dini Ya Msambwa verehrt wird, 2013

Im 19. Jahrhundert wanderten bantusprachige Gruppen der Luhya ein, die von den Briten pauschal als Kavirondo bezeichnet und gegenüber den aufständischen Kalendjin unterstützt wurden. Sie waren bald zahlenmäßig überlegen.

### Elgony
Die ebenfalls zu den Kalendjin gezählten Elgonyi lebten zur Zeit der britischen Inbesitznahme Ende des 19. Jahrhunderts überwiegend in Höhlen in höher gelegenen Waldgebieten und betrieben Viehzucht. Anfang des 20. Jahrhunderts wechselten sie zu Landwirtschaft, 1925 wurde ihre Zahl mit abnehmender Tendenz auf 5000 geschätzt. Durch das 1926 von den Briten in den Höhenlagen eingerichtete Waldschutzgebiet wurden die Elgonyi von ihrer angestammten Region vertrieben, teilweise wurden sie zwangsweise nach Uganda umgesiedelt. Die Elgonyi wurden in europäischen Fachkreisen bekannt, als sie 1925 von Carl Gustav Jung aufgesucht wurden, der an den Mount Elgon gereist war, um sie über ihre Träume auszufragen. Jung erfuhr darüber von den schweigsamen Elgonyi jedoch so gut wie nichts.

### Ugandische Seite

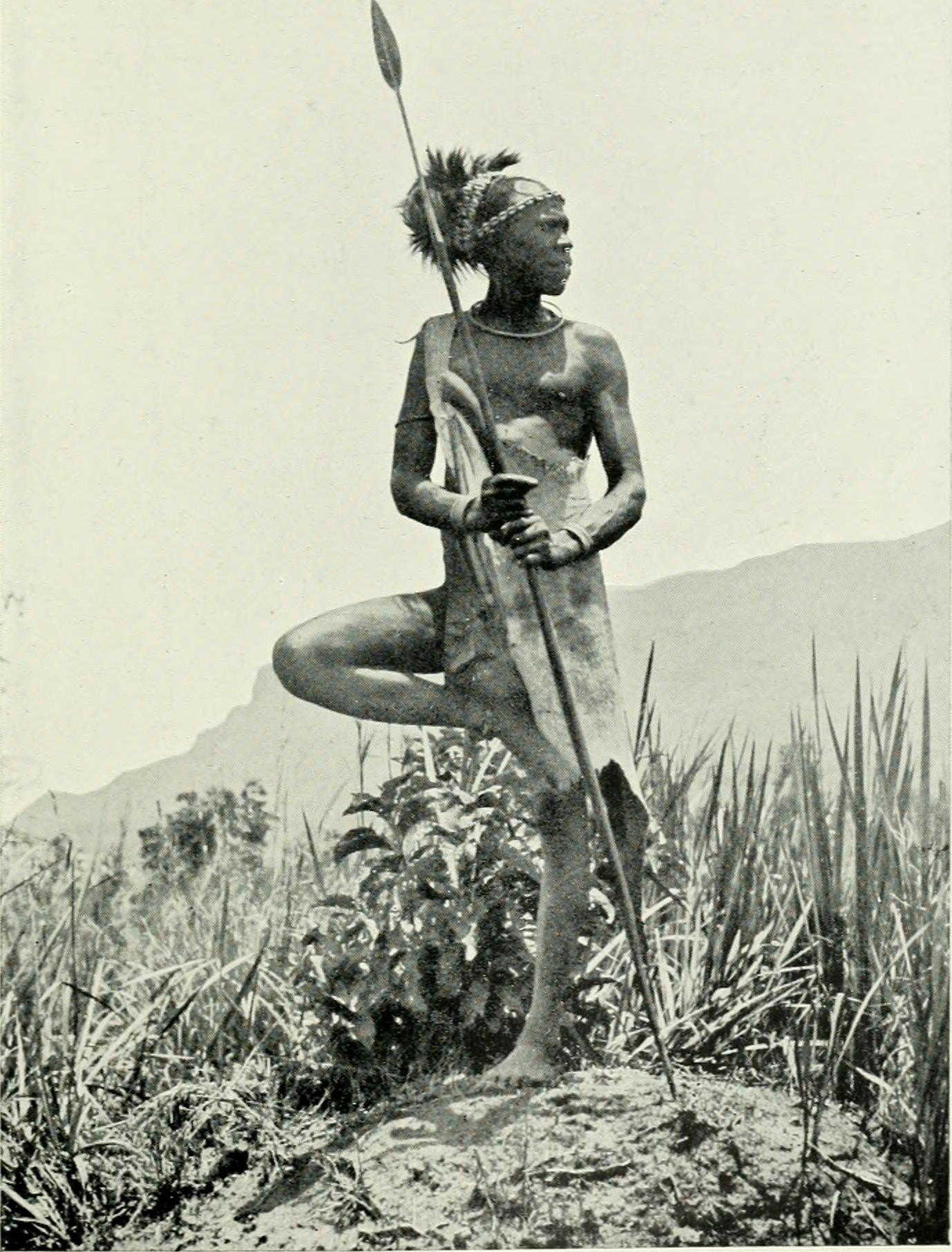
Historisches Foto aus der Sicht europäischer Reisender: „Große, imposante Gestalt“ am Mount Elgon, ugandische Seite, mit Ziegenfellkleidung und Speer, 1909

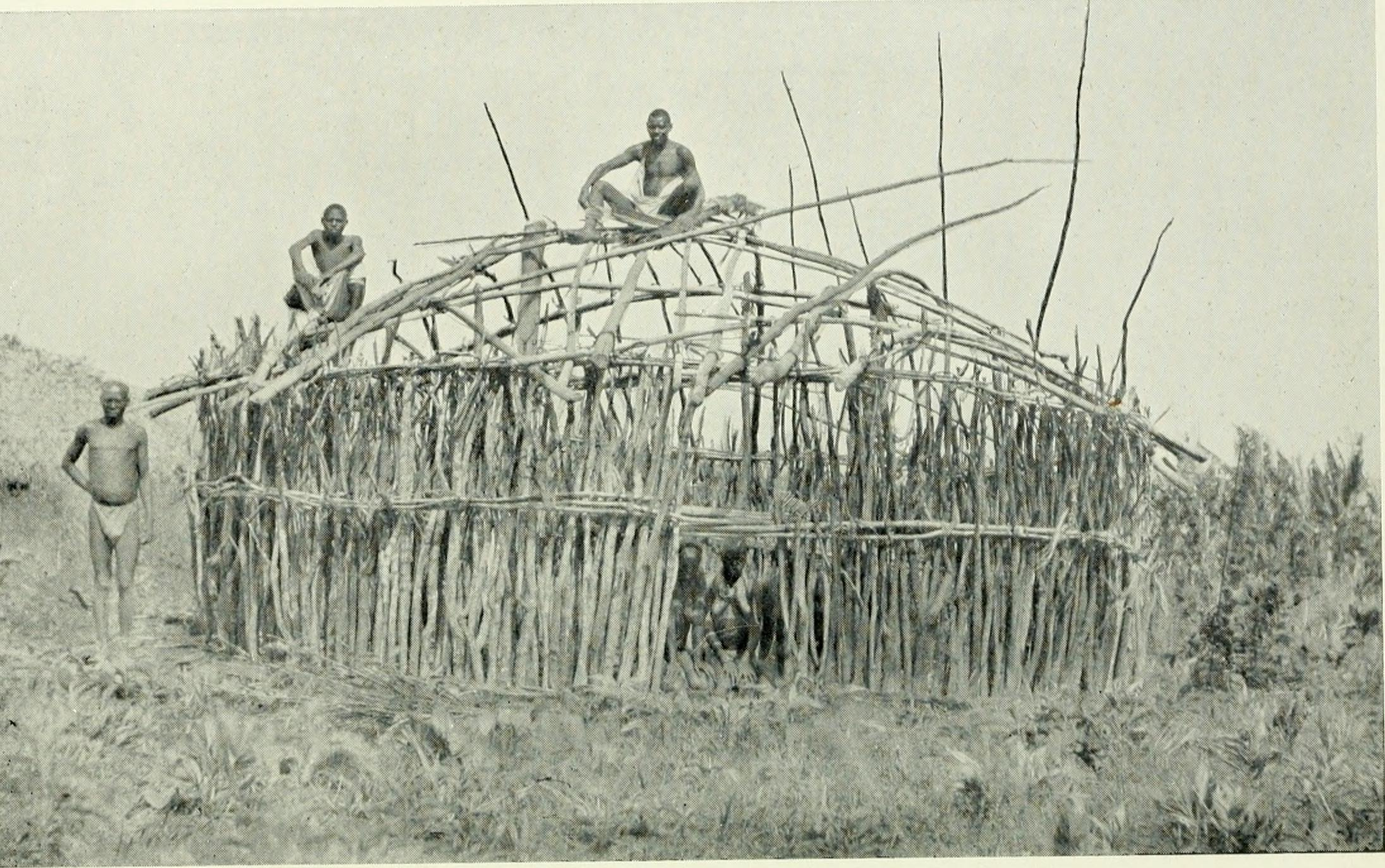
Historisches Foto aus der Sicht europäischer Reisender: Traditioneller Hausbau am Mount Elgon, ugandische Seite, 1909. Jede Frau hatte ihr eigenes Haus, dessen Gerüst vom Mann und seinen Freunden gebaut wurde, während die Frau und ihre Freunde die Wände sorgfältig schlämmen und den Boden schlagen. Außerhalb des Hauses befanden sich ein oder zwei Getreidespeicher.

Auf der ugandischen Seite ist der Mount Elgon die Heimat der Bagisu, die auch als BaMasaba bekannt sind, und der Sabiny, während die marginalisierten Ndorobo, auch Benet genannt, gezwungen waren, tief im Wald von Benet zu leben.

#### Bagisu und Sabiny

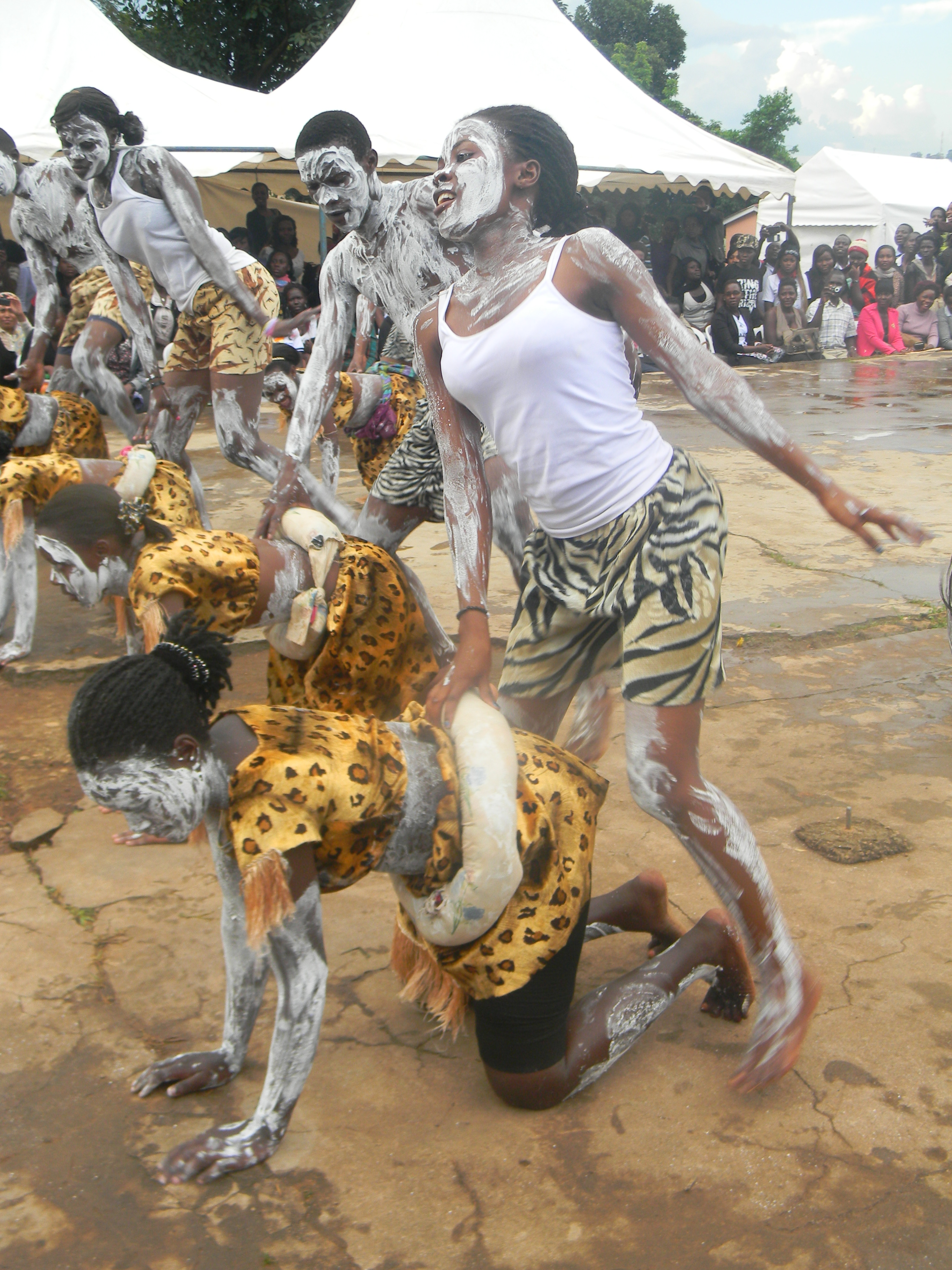
Imbalu-Tanz von Bagisu in Ostuganda anlässlich einer Beschneidungszeremonie, 2016

Die Bagisu betrachten den Mount Elgon traditionell als die Verkörperung ihres Gründungsvaters Masaba und nennen den Berg auch so. Sie leben vor allem im Distrikt Mbale an den Hängen des Mount Elgon. Die Bagisu zogen im 16. Jahrhundert in das Gebiet. Sie waren Ackerbauern und bewohnten allmählich mehr und mehr die unteren Hänge des Mount Elgon. Bambussprossen, von ihnen malewa genannt, werden von Bagisu häufig geerntet und gegessen. Aus der Mitte der 1990er-Jahre ist bekannt, dass während der Bambussprossen-Wachstumszeit tausende Bagisu in den Wald gingen, um Bambussprossen zu ernten und zu trocknen. Sie blieben drei oder vier Tage lang und lebten in behelfsmäßigen Bambusunterkünften. Das Ernten, der Verzehr und die anderweitige Verwendung von Bambus hat auch eine kulturell-religiöse Komponente, denn dies sehen Bagisu traditionell als Verbindung zu den Ahnen. Neben den Bambussprossen sammeln Bagisu eine Reihe von Nahrungsmitteln aus dem Wald, darunter Pilze und Gemüse, Honig, Heilkräuter. Sie holen aus dem Wald Baumaterial und Stützen für ihre Bananenstauden. Sie verwenden einen bestimmten Baum für die Herstellung von Trommeln, die während des Beschneidungsrituals verwendet werden.
Die Sabiny sind hauptsächlich Viehzüchter und Bauern, die die nördlichen und die nordwestlichen Hänge des Mount Elgon und die Ebenen darunter bewohnen, insbesondere im Distrikt Kapchorwa (früher Sebei), aber auch in den Distrikten Kween und Bukwa. Sie wanderten vor langer Zeit als Viehzüchter aus Äthiopien' und dem Sudan' in die Hochlandgebiete des Mount Elgon und die nördlichen Ebenen ein. In diesen Ebenen lebten sie halbnomadisch als Hirten und Viehzüchter.
Bevor sie in den 1970er und frühen 1980er Jahren aus den Wäldern des Mount Elgon vertrieben wurden, lebten sie im Hochland als Hirten der Suche nach Wasser und Weiden für ihre Rinder, Schafe und Ziegen. Sie jagten auch wilde Tiere, sammelten Früchte und ernteten Honig. Sie stellten Körbe aus Bambus her und tauschten sie mit den Gemeinschaften rund um den Mount Elgon gegen Mais und andere Nahrungsmittel.

#### Benet
Der Begriff Benet ist sehr umstritten und wird uneinheitlich verwendet. In verschiedenen Zusammenhängen wird er zum einen – vor allem von der ugandischen Regierung – für alle Sabiny aus dem Hochland verwendet, zum anderen für eine bestimmte Gruppe von Menschen, die aus einem Gebiet namens Benet oder Benet-Wald kamen, das jetzt im Nationalpark liegt, und in jüngerer Zeit für die Bewohner des Wiederansiedlungsgebiets Benet, zu dem auch die zuvor aus dem Flachland und nicht aus dem Benet-Wald vertriebenen Menschen gehören.

##### Vertreibungsschicksal von Benet aus dem Benet-Wald anlässlich der Unterschutzstellungen von Fauna und Flora
Das Volk der Benet ist auf dem Mount Elgon beheimatet. Vor allem die aus dem Benet-Wald stammenden Benet wurden von Amnesty International anlässlich ihres Vertreibungsschicksals publik gemacht. Nachdem sie von dort in den Jahren 1983 und 1993 vertrieben worden waren, beschlossen sie, die Regierung zu verklagen, um ihre Landrechte einzufordern. Im August 2003 begannen sie mit Hilfe der einer ugandischen Nichtregierungsorganisation, der Uganda Land Alliance, ein Verfahren gegen den Generalstaatsanwalt und die Uganda Wildlife Authority (UWA). Die Benet beschuldigten die Uganda Wildlife Authority, sie ständig schikaniert zu haben. Die Uganda Wildlife Authority wurde 1996 durch die Fusion der
Uganda National Parks und dem Uganda Game Department gegründet und ist dem Ministerium für Tourismus, Handel und Industrie unterstellt. Die UWA ist für die Verwaltung der 10 ugandischen Nationalparks, 12 Wildschutzgebiete und 5 kommunale Wildschutzgebiete zuständig.
Die ugandische Regierung stellte alle Bildungs- und Gesundheitsdienste in dem Gebiet ein und verbot den Bewohnern, irgendetwas mit dem Land anzufangen. Im Oktober 2005 entschied jedoch ein ugandischer Richter, dass das Volk der Benet „historische und indigene Bewohner der besagten Gebiete sind, die zum Wildschutzgebiet oder Nationalpark erklärt wurden“. Er entschied, dass ein Teil des Nationalparks aus dem Schutz herausgenommen werden sollte und dass die Benet die Erlaubnis erhalten sollten, auf ihrem Land zu leben und es weiter zu bewirtschaften.

## Gewalttätige Konflikte und Kriegsverbrechen auf der kenianischen Seite des Mount Elgon zwischen örtlicher Miliz/Polizei, Sabaot und Okiek
Die hohe Bevölkerungsdichte und die nahezu vollständige wirtschaftliche Abhängigkeit aller Bevölkerungsgruppen von Ackerbau oder Viehzucht hat zu einer akuten Landknappheit geführt. Seit August 2006 ist die im Gebiet des Mount Elgon lebende Bevölkerung zunehmend von Gewalt bedroht, die durch bewaffnete Banden, private Truppen, örtliche Miliz oder Polizeieinheiten ausgeübt wird. Der eigentliche Aufruhr in Mount Elgon begann im August 2006 mit der Gründung der Sabaot Land Defence Force (SLDF), einer bewaffneten Miliz.
Die Sabaot wurden in den 1930er Jahren während der britischen Kolonialzeit an den Ausläufern des Berges angesiedelt, wo sie auf die in höheren Regionen siedelnden Ogiek stießen. Durch die Ausweitung des Mount Elgon Nationalparks wurden ab dem Jahr 2000 die Ogiek in das Gebiet der Sabaot vertrieben. Die Sabaot bewaffneten sich ab Mai 2006, um gegen die nach ihrer Meinung von der Regierung in der Landfrage bevorzugten Ogiek vorzugehen. Sie bildeten die SLDF, die Ogiek organisierten sich in der Folge in den Moorland Forces, die von den kenianischen Sicherheitskräften unterstützt werden und nach ihrem ursprünglichen Siedlungsgebiet, den Hochmooren am Mount Elgon benannt sind. Die Sabaot-Rebellen sollen Waffen aus Uganda oder Südsudan erhalten, die sie im Kampf gegen die von Regierungsseite durchgeführten Militäroperationen einsetzen. Die Zivilbevölkerung ist in dem international kaum beachteten Konflikt der Gewalt beider Seiten ausgesetzt, von der SLDF ist auch gewalttätige Beeinflussung bei den Parlamentswahlen 2007 bekannt geworden.
„Die Bevölkerung des Mount Elgon wird doppelt schikaniert, zuerst von der Rebellenmiliz und jetzt von der Armee“, sagte Georgette Gagnon, Afrika-Direktorin bei Human Rights Watch im Jahr 2008 zu diesem Konflikt. „Die Sabaot Land Defence Force hat abscheuliche Verbrechen begangen und die Menschen haben die Armee anfangs begrüßt. Aber jetzt missbrauchen kenianische Soldaten diejenigen, die sie eigentlich schützen sollten.“